# Zuckerhütl
El Zuckerhütl o Pan di Zùcchero es un pico ubicado en el estado del Tirol, en Austria. Con una altitud de 3507 metros, es la montaña más alta de los Alpes del Stubai; y se ubica en el extremo sur del valle del Stubaital.
Sus denominaciones alemana e italiana —Zuckerhütl y Pan di Zùcchero, respectivamente— significan ambas ‘pan de azúcar’ y aluden a la forma cónica de la montaña.

## Ascensión
El alpinista alemán Joseph Anton Specht fue el primero en alcanzar la cumbre del Zuckerhütl en 1862.